# Méhoncourt
Méhoncourt település Franciaországban, Meurthe-et-Moselle megyében. Lakosainak száma 243 fő (2022. január 1.). Méhoncourt Barbonville, Blainville-sur-l’Eau, Brémoncourt, Charmois, Domptail-en-l’Air, Einvaux, Lamath és Romain községekkel határos.

## Népesség
A település népességének változása:
| Lakosok száma | 185  | 182  | 209  | 243  | 241  | 234  | 240  | 243  | 244  | 243  |
|               | 1968 | 1982 | 1990 | 2006 | 2013 | 2015 | 2017 | 2019 | 2020 | 2022 |